# Oligostigma chrysota
Oligostigma chrysota là một loài bướm đêm trong họ Crambidae.